# Lucas Oliveira
Lucas Oliveira Borges (Salvador, 13 de abril de 1990), más conocido como Lukinhas ba, es un cantante y compositor brasileño. Se dio a conocer tras participar en el movimiento Axé Music junto a grandes artistas como Ivete Sangalo.

## Vida personal
Lucas nació en Salvador, región de Bahía. Comenzó en la música en 2012, cuando aún tenía 12 años, en esa época ya cantaba y garabateaba letras en su cuaderno, su madre se llama Noemia y su padre Ivanildo.

## Carrera
A los 5 años, ya estaba involucrado con la música, siempre participando en musicales y obras de teatro en la escuela. A los 12 años, comenzó a seguir el camino en la música participando en el movimiento Axé Music con Ivete Sangalo, Saulo Fernandes, Banda Eva, Chiclete com Banana entre otros grandes nombres.
Su primer espectáculo fue en un restaurante sólo para el dueño, donde su primera tarifa fue media pizza y una coca-cola. Años más tarde, el cantante empezó a hacer espectáculos en bares y merenderos de Salvador y pronto en ciudades vecinas. Con el pasar de los años comenzó a hacerse conocido en su región expandiendo sus shows por el interior de Bahia en salas de conciertos y discotecas y poco después, rompiendo la barrera del estado hacia Ceará, Pernambuco, Paraíba, cantando sus propias canciones y las de sus artistas referentes como: Ivete Sangalo, Banda Eva, Chiclete com Banana, entre otros.
En 2019 firmó un contrato con JujubaMusic/SomLivre en el que actualmente forma parte. A partir de ahí, grabó canciones de autor con Léo Santana, Claudia Leitte, Harmonia do Samba, Tarcísio do Acordeon entre otros nombres de la escena nacional que ya están con lanzamientos previstos para composiciones de Lukinhas ba.
A principios de 2020, lanzó su primer sencillo en plataformas digitales, la canción "CÓPIA REDUZIDA".